# Frostaufbruch
Frostaufbrüche sind eine spezielle Art der physikalischen Verwitterung von Gesteinen und anderen Feststoffen. Sie werden durch häufigen Wechsel von Frost- und Tauperioden hervorgerufen.

## Entstehung
Besonders häufig entstehen sie im Winterhalbjahr in Form blasenförmiger Aufwölbungen auf Fahrbahnen von Straßen und auf asphaltierten Gehsteigen und bilden, wenn ihre Ränder einbrechen, die bekannten Schlaglöcher. 
Zu einem Frostaufbruch fester Materialien kommt es, wenn Wasser durch eine defekte Oberfläche oder seitliche Risse ins Innere eindringen kann. Beim Frieren des Wassers vergrößert es sein Volumen um etwa ein Zehntel, wodurch sich diese Risse vergrößern. Bei wiederholtem Tau- und Frostwetter werden schließlich Teile des Materials durch Frostsprengung abgetrennt.
Hinzu kommt, dass Eis auch bei Frost stets von einer mikroskopisch dünnen Wasserschicht bedeckt ist. Dieses Wasser kann gefrieren, sofern weiteres Wasser nachströmt. Dadurch entsteht ein Unterdruck („Kältesog“), der Wasser ansaugt. Auch dauerhaft gefrorenes Eis kann sich so im Laufe der Zeit verdicken.
Bei Gebäuden oder Straßen kann auch von unten her Niederschlags- oder Grundwasser eintreten, was jedoch z. B. bei einer intakten Straße durch die frostschützende Schotterung im Oberbau bzw. Fundament abgeleitet wird.

## Folgen
Nach begonnenem Aufbrechen der Oberfläche schreitet der Zerstörungsprozess im Regelfall beschleunigt fort, weil nun noch häufiger Wasser eindringen kann und außerdem die mechanische Beanspruchung der Bruchränder hinzu kommt. Daher vergrößert sich ein Frostaufbruch von einer Art Beule oder einer breiteren Spalte bis hin zu einem größeren Loch, indem die offenen Ränder wegbrechen und neue Risse im Material öffnen.
Ein kreisförmig aufgebrochener Straßenbelag vergrößert und vertieft sich im Laufe einiger Tage bis Wochen, was schließlich zu Schlaglöchern von bis zu 1 Meter Durchmesser und Tiefen bis etwa 20 cm führen kann. Ähnliche Effekte können an Mauerecken oder an den Fundamenten von Zäunen beobachtet werden, wo Frostabsprengungen von dezimeter-großen Stücken vorkommen können.
Um ähnliche Effekte an kleinen Bauten wie Bildstöcken, einbetonierten Stangen oder an Grenzsteinen und Vermessungspunkten zu vermeiden, muss man sie bis unter die Frostgrenze fundieren, für die man in Mitteleuropa durchschnittlich 60 cm, in Nordeuropa über 1 m ansetzt. 
Deutschland ist anhand der Klimabedingungen in drei Frostzonen geteilt, die auf den Straßenbau Einfluss nehmen.

## Im Boden
Auch im natürlichen Boden tritt eine ähnliche Art von Frostverwitterung auf:
- als mechanisch-thermische Verwitterung von größeren Steinen bis hin zu kleinsten Steinchen und zu Sand.
- bzw. in organischem Boden als Frostgare (Krümelbildung).
- als Zerfallen der Erdschollen im Laufe des Winters, weshalb man das Ackern bzw. Bodenumstechen möglichst im Herbst vornimmt.
- als langsames „Herauffrieren“ von Steinen, bis sie aus dem Boden an die Oberfläche kommen.
- als Auslösung von Bergstürzen, wenn die in natürlichem Gestein fast immer vorhandenen Klüfte durch Eis aufgesprengt werden und der Berghang seine Stabilität verliert.
- als Formung von großen Granitblöcken zu Rundlingen, weil – analog einem Frostaufbruch einer Mauerecke – die Ecken eines Blocks am stärksten verwittert werden.
- Bei der Bildung von Schutthalden und sogenannten Frostschuttwüsten.